# Melissa Varón
Melissa Carolina Varón Ballesteros (Santa Marta, Magdalena, 26 de febrero de 1989) es una modelo profesional y reina de belleza colombiana. Representó al departamento de Magdalena en el Concurso Nacional de Belleza de Colombia 2011, donde se alzó con el título de Virreina Nacional, el cual le dio la posibilidad de representar a su país en Miss Internacional 2012.

## Biografía
Melissa es Ingeniera Química de La Universidad Nacional de Colombia en Medellín. Debido a su profesión, ha recorrido muchas partes de Colombia y el mundo; además, domina el inglés. Es hija de Marcos Varón Rodríguez (†) y Aidee Ballesteros Armenta, y tiene una hermana llamada Nataly Sofía Varón Ballesteros.
Su estatura parcial es de 5 pies con 11 pulgadas (equivalente a 1.80 m), sus medidas corporales son 86-62-90, y posee una piel trigueña y ojos café oscuros.
Recientemente, ha participado en varios vídeos musicales: «Ya no me dueles más», del cantante vallenato Silvestre Dangond y la canción «¿Qué me has hecho?» del reconocido cantante puertorriqueño Chayanne. En los dos vídeos, la samaria ha sido la protagonista. También protagonizó "la ventana marroncita" del cantante Elvis Crespo entre otros vídeos.
Se sabe que actualmente se encuentra radicada en la ciudad de Miami donde ejerce su carrera como modelo y es imagen de muchas marcas importantes de ese país.

## Señorita Colombia 2011
Durante la concentración del certamen Señorita Colombia 2011, Melissa se llevó el premio de Señorita Elegancia Primatela, lo que la ayudó a posicionarse como una de las favoritas del reinado en conjunto con Valle (Melina Ramírez) y Atlántico (Daniella Álvarez).
En la noche del 14 de noviembre en Cartagena, durante la presentación en traje de gala obtuvo el segundo mejor puntaje (9.50), ganando el derecho de seguir a la fase de traje de baño donde fue llamada de primera finalista.
En la ronda final, de preguntas y respuestas, se mostró segura y directa, lo que le valió confianza del público y del jurado calificador. Al final de la velada, ganó el título de Señorita Colombia Internacional 2011-2012 al ser escogida como Virreina Nacional de la Belleza. Como dato curioso, su coterránea Lizeth González también había logrado esta posición el año inmediatamente anterior.

## Miss Internacional 2012
Luego de ser coronada como Virreina Nacional, Melissa representó a Colombia en Miss Internacional 2012, donde se ganó un lugar dentro del grupo de las 15 semifinalistas. El país americano no clasificaba desde 2008, año en el que obtuvo el título de Primera Finalista, gracias a la costeña María Cristina Díaz-Granados. Al finalizar el evento, fue coronada la representante de Japón, por cuenta de Fernanda Cornejo, la saliente Miss Internacional. 

| Predecesor: Natalia Valenzuela | Señorita Colombia Internacional 2012 | Sucesor: Lorena Hermida             |
| Predecesor: Lizeth González    | Virreina Nacional 2011               | Sucesor: Lorena Hermida             |
| Predecesor: Lizeth González    | Señorita Magdalena 2011              | Sucesor: Adriana Lucía Vidal España |